# Krisztus Szeretete Egyház
A Krisztus Szeretete Egyház pünkösdi-karizmatikus, teljesevangéliumi keresztény felekezet, mely a hit szava (Word of Faith Movement) teológiai irányzat tanításait vallja magáénak.
A főként – de nem csak – Gordon Lindsay, Kenneth E. Hagin, F. F. Bosworth, E. W. Kenyon, Kenneth Copeland nevéhez fűződő irányzat legismertebb tanításai: Egészség és jólét Evangéliuma (Health and Wealth Gospel), Pozitív megvallások (Positive Confession).
A KSZE tagja a Full Gospel Fellowship of Churches and Ministers International szervezetnek, azaz a Teljesevangéliumi Gyülekezetek és Szolgálatok Szövetségének.

## Kezdetek és jelenkor
Jim Sanders tiszteletes 1990-ben kezdte meg szolgálatát Magyarországon. 1994 októberében megalapította a Krisztus Szeretete Gyülekezetet, amely 1998 óta bejegyzett egyházként működik Krisztus Szeretete Egyház néven.
A Krisztus Szeretete Egyház (továbbiakban KSZE) valamennyi szolgálati ágazatán keresztül Jézus Krisztus Evangéliumát hirdeti. Az Evangélium és az újszövetségi apostoli levelek áldásainak teljes spektrumán belül kiemelkedően fontosnak tekinti az újjászületést (az emberek üdvösségre vezetését) és a betegekért való imádkozást, melynek hatékonyságát és áldásos voltát számtalan youtube videó, és bizonyság, csoda-beszámoló bizonyítja.
Az egyház évente 200.000 üdvösség imával ellátott kártyát nyomtat. Ez a szám mutatja azt a mély megértést és elkötelezettséget, amellyel az egyház hisz a Jézus Krisztusban való hit megvallásának, vagyis a szellemi újjászületésnek a fontosságában. Ezek az imakártyák az utazó testvérek jóvoltából számos nyelven megjelentek és általuk országhatárokon túlra is eljutnak. A KSZE aktív tevékenységet folytat, gyülekezeteket épít Magyarországon, valamint Szlovákiában, Ukrajnában, Romániában, Szerbiában és Szlovéniában is.
Virtuális hallgatóságát tekintve azonban elmondható, hogy a szolgálat mára nemzetközi szintre nőtte ki magát. Letöltési mutatói a világ valamennyi tájáról, kontinenséről mutatnak rendszeres érdeklődőket. Tágabb értelemben vett, de magukat az egyházhoz tartozónak vallott „családtagjai” közé tartoznak többek között olaszországi, izraeli, dániai, anglai, svájci, svédországi és ausztriai hívők. Összességében az a „felhő”, amellyel ez az élő, bibliai, gyakorlatias hit és örömhír áthatja a rendelkezésre álló teret, meghalad minden emberileg mérhető számítást, mutatót.
Az egyház 2000 óta a Full Gospel Fellowship of Churches and Ministers International (Nemzetközi Gyülekezetek és Szolgálók Teljesevangéliumi Közösségének) tagja, az elismerő oklevelet azóta is minden évben elnyeri.

## Az egyház főbb működési területei
- Rendszeres istentiszteletek
- Imaköri összejövetelek
- Kórházi szolgálatok
- Börtönszolgálatok
- Hajléktalan szállókban való szolgálatok
- Gyermek- és ifjúsági szolgálat
- Szociális szolgálat és idősek otthonában való szolgálatok
- Szenvedélybeteg-segítő szolgálat
- Zenés utcai evangelizációs szolgálatok
- Zsidó-keresztény találkozók

Ezen felül a KSZE számos keresztény könyv gondozását és kiadását, hang- és videó-felvétel szerkesztését és közkinccsé tételét végzi. Negyedévenként egyházi újságot jelentet meg, Örömhíradó címmel. Dinamikusan fejlődő szervezetként a www.youtube.com és a www.facebook.com oldalakon is elérhető. Az istentiszteleteket és imaköröket élőben közvetíti az egyház internet-televízió és internet rádió adása a hét valamennyi napján. A tanítások és dicséretek ingyenesen letölthetőek.

## Krisztus Szeretete Alapítvány – Adni jó! Szeretetszolgálat
A KSZE Alapítvány „Adni jó!” Szeretetszolgálata az 1994 októberében megalakult Krisztus Szeretete Egyház civil szervezete. Fő célja az elesett és rászoruló emberek segítése, gondozása, társadalomba való visszavezetése. Ennek a munkának fő pillérei azok az emberek és szervezetek, akik napjainkban is képesek meglátni a szükségeket, a rászoruló emberek segítségkiáltását.
A Krisztus Szeretete Alapítvány adományosztással egybekötve is hirdeti az Evangéliumot. Evangélisták, pásztorok, az alapítvány munkatársai és önkéntesek együttes csapatmunkájaként az összejövetelekre ellátogatók, jelenlevők még komplexebb módon ismerhetik meg Isten szeretetét, mert a teljes Evangélium örömüzenete mellett az adományozók adakozó jószívűségének áldásaiban is részesülhetnek.
Az Alapítvány az összegyűjtött adományokat célzottan, hatékony logisztikával juttatja el a rászorulóknak. Célja e folyamatok minél eredményesebb megszervezése és felépítése, mert az együttérzésen és a gesztuson túl még fontosabbnak tartja a valós segítségnyújtást és adományozást.
Az Alapítvány 2016 decemberében első alkalommal hirdette meg az Otthon Melege Adománygyűjtési Akcióját azzal a céllal, hogy a rászoruló családok lehetőség szerint meleg otthonban tölthessék a Szeretet Ünnepét és a hideg téli hónapokat.
A Szeretetszolgálat „Adni jó!” – jelmondattal szabadtéri rendezvények, koncertek, bográcsos főzésekkel egybekötött családi napok szervezését is végzi az egyházban, a gyülekezetek, családok, fiatalok, idősebbek egybefogására.

## Az istentiszteletek jellegzetességei

### Nyelveken szólás, a nyelvek imája
A nyelvek imája az apostolok által pünkösdkor, a Szent Szellem vételekor (és az ősegyházban azután folyamatosan) gyakorolt imaféle, egyetlen emberi nyelven sem értelmes, isteni ihletésre az ember által kiejtett szótagok sorozata. (Csel. 2,4: „És megtelének mindnyájan Szent Szellemmel, és kezdének szólni más nyelveken, amint a Szellem adta nékik szólniuk.”) A nyelveken szólást az istentisztelet részeként a karizmatikus mozgalom hozta vissza a köztudatba az Azusa Street-i ébredést (1905) követően.

### Kenet és kézrátétel
A kenet Isten gyógyító ereje, de jelenti az Ő jelenlétének fizikailag érzékelhető voltát is, és jelenti az Isten szolgálatára elhívottak természetfeletti "ajándékait" (karizma), melyekkel hivatalukat betöltik. A kézrátételes ima az Újszövetség könyveiben leírottaknak megfelelően az isteni gyógyító ajándék közvetítésére szolgál. Pál apostol mondja Timóteusnak: „Minekokáért emlékeztetlek téged, hogy gerjeszd fel az Isten kegyelmi ajándékát, amely benned van az én kezeimnek rád tétele által.” (2Tim. 1,6.)

## Hivatalos kiadványok

### Örömhíradó
Az egyház hivatalos lapja. Állandó rovatai között legnagyobb teret a hívők által a szerkesztőségnek elküldött úgynevezett bizonyságok foglalnak el, melyekben hívők mondják el gyógyulásaik történetét, valamint azt, hogyan változtatta meg Isten az életüket.

### A KSZE által kiadott bibliafordítások
Szent Biblia: azaz Istennek Ó és Új Szövetségében foglaltatott egész Szent Írás – magyar nyelvre ford. Károli Gáspár – megjelent a Krisztus Szeretete Egyház gondozásában [minden újabb kiadás újabb kiigazításokat tartalmaz az eredeti szövegek és a nemzetközi szakirodalom alapján]. Az újabb és újabb revideált kiadás megjelenítése mögött az egyháznak az a jobbító szándéka áll, hogy az eredeti vizsolyi Bibliát szellemi és nyelvi értelemben kényelmesen olvashatóvá tegye a ma embere számára, anélkül, hogy az eredeti fordítás ihletettsége és szépsége csorbát szenvedne. E munkára maga Károli bátorítja az utána következőket, biztatván, hogy jobbítsák meg az ő fordítását „mindaddig, mígnem igen szép és jó lészen.”
1. kiadás – 2000, ISBN 963-00-3344-5.
2. kiadás – 2001, ISBN 963-00-5824-3.
3. kiadás – 2002, ISBN 963-206-084-9.
4. kiadás – 2006, ISBN 963-7303-06-5.
5. kiadás – 2009, helytelen ISBN kód: 963-7303-30-2 .
6. kiadás – 2010, ISBN 978 963 7303 40 1.
7. kiadás – 2011, ISBN 978 963 7303 06 7.
8. kiadás – 2017, ISBN 978 963 7303 51 7
Legujabb: Első kiadás – Elizabeth Sanders Keresztény misszió – 2021, ISBN 978 615 01 2769 9

### Teológiai irodalom
A KSZE Jim Sanders tanításai mellett főként Kenneth E. Hagin műveit adja ki, melyek közül több kiadvány elérhető román, német és szlovák nyelven is. Ezen kívül Gordon Lindsay és John Hagee könyvei is elérhetők az egyház fordításában.

#### Kenneth E. Hagin művei magyar nyelven
- A gyógyulás a miénk (Healing Belongs to Us) – 2004, 1. kiadás, ISBN 963-86426-8-8
- A hívők hatalma (The Believer’s Authority) – 2007, 2. kiadás, ISBN 978-963-7303-17-3
- A nőkérdés (The Women Question) – 1998, 1. kiadás, ISBN 963-00-2263-X
- A nyelvek titkai – a felsőházban történtek után (Tongues – Beyond the Upper Room) – 2008, 1. kiadás, ISBN 978-963-7303-23-4
- A szellemi felnövekedés (Growing Up, Spiritually) – 2004, 1. kiadás, ISBN 963-86409-6-0
- A Szent Szellem ajándékai (The Gifts of the Holy Spirit) – 2003, 1. kiadás, ISBN 963-86409-1-X
- A Szent Szellem keresztség (Baptism in the Holy Spirit) – 2005, 1. kiadás, ISBN 963-7303-04-9
- A szolgálati ajándékok (The Ministry Gifts) – 2008, 1. kiadás, ISBN 978-963-7303-20-3
- Az Újjászületés (The New Birth) – 2009, 1. kiadás, ISBN 978-963-7303-28-9
- Bibliai kulcsok az anyagi bővölködéshez (Biblical Keys to Financial Success) – 2004, 1. kiadás, ISBN 963-86409-2-8
- Egyre növekvő hit (Exceedingly Growing Faith) – 2005, 1. kiadás, ISBN 963-86409-7-9
- El Shaddai (El Shaddai: God, Who Is More Than Enough) – 2005, 2. kiadás, ISBN 963-7303-02-2
- Győzedelmes gyülekezet (The Triumphant Church) – 2005, 2. kiadás, ISBN 963-86409-2-8
- Házasság, válás és újraházasodás (Marriage, Divorce & Remarriage) – 2004, 1. kiadás, ISBN 963-86426-6-1
- Helyes és helytelen gondolkodás (Right and Wrong Thinking) – 2003, 1. kiadás, ISBN 963-210-226-6
- Hét dolog, amit tudnod kell a szent gyógyulásról (7 Things You Should Know About Divine Healing) – 2003, 2. kiadás, ISBN 963-212-047-7
- Hiszek a látomásokban (I Believe in Visions) – 2011, 2. kiadás, ISBN 963-00-7711-6
- Hitünk tápláléka napi adagokban: Nyár (Faith Food Devotions for Summer) – 2007, 2. kiadás, ISBN 978-963-7303-16-6
- Hitünk tápláléka napi adagokban: Ősz (Faith Food Devotions for Autumn) – 2008, 2. kiadás, ISBN 978-963-7303-25-8
- Hitünk tápláléka napi adagokban: Tavasz (Faith Food Devotions for Spring) – 2009, 3. kiadás, ISBN 978-963-7303-32-6
- Hitünk tápláléka napi adagokban: Tél (Faith Food Devotions for Winter) – 2008, 2. kiadás, ISBN 978-963-7303-26-5
- Hogyan szabadítsd fel a hitedet (How to turn your faith loose) – 2007, 1. kiadás, ISBN 978-963-7303-18-0
- Hogyan vezet Isten Szelleme (How can be led by the Holy Spirit) – 2010, 1. kiadás, ISBN 978-963-7303-38-8
- Isten orvossága (God's Medicine) – 2012, 1. kiadás, ISBN 978-963-7303-47-0
- Legyőzöttségből győzelembe (What to Do When Faith Seems Weak & Victory Lost?) – 2006, 1. kiadás, ISBN 963-7303-05-7
- Megértés arról, hogyan harcoljuk meg a hit szép harcát (Understanding How to Fight the Good Fight of Faith) – 2009, 3. kiadás, ISBN 963-86409-4-4
- Megváltás a szegénységből, a betegségből és a szellemi halálból (Redeemed from Poverty, Sickness & Spiritual Death) – 2006, 1. kiadás, ISBN 978-963-7303-15-9
- Mi a hit? (What Faith Is?) – 2009, 5. kiadás, ISBN 963-86409-3-6
- Szeretet: az út a győzelemhez (Love: The Way to Victory) – 2011, 2. kiadás, ISBN 978-963-7303-03-6
- Tervek, célok, törekvések (Plans, Purposes & Pursuits) – 2003, 1. kiadás, ISBN 963-86409-5-2

#### Jim Sanders művei magyar nyelven
- Akinek sebeivel gyógyultatok meg – 2008, 3. kiadás, ISBN 978-963-7303-24-1.
- Alapvető tanítások a Bibliából – 2003, 3. kiadás, ISBN 963-210-165-0.
- Uram, taníts minket imádkozni! – 2003, 1. kiadás ISBN 963-00-7428-1.
- Az Evangélium dióhéjban – 2003, 3. kiadás, ISBN 963-210-223-1.
- Én vagyok az Alfa és az Omega: Jelenések 2. – 1999, 1. kiadás, ISBN 963-00-2293-1.
- Gyermekek imakönyve – 2003, 2. kiadás, ISBN 963-210-028-X.
- Hited megtartott téged – 2001, 3. kiadás, ISBN 963-00-8885-1.
- Imádságok a Biblia alapján – 1. – 2016, 12. kiadás, ISBN 978-963-7303-49-4.
- Imádságok a Biblia alapján – 2. – 2013, 10. kiadás, ISBN 978-963-7303-45-6.
- Imádságok a Biblia alapján (rövidített kiadás) – 2012, 3. kiadás, ISBN 978-963-7303-43-2.
- Ímé, eljövök hamar: Jelenések 1. – 2003, 2. kiadás, ISBN 963-206-863-7.

#### Egyéb, az egyház gondozásában megjelent kiadványok magyar nyelven
- Dicséretek (Dalszövegek ABC-sorrendben) – 2009, 3. bővített kiadás, ISBN 978-963-7303-31-9
- Gordon Lindsay: Sátán, bukott angyalok, és démonok (Satan, Fallen Angels and Demons) – 2009, 1. kiadás, ISBN 978-963-7303-29-6
- John Hagee: Visszaszámlálás Jeruzsálem felett (Jerusalem Countdown) – 2006, 1. kiadás, ISBN 978963 7303 29 6

## Külső hivatkozások
- A Krisztus Szeretete Egyház hivatalos honlapja
- A KSZE Közösségi oldala
- A KSZE Ifjúsági szolgálata
- KSZE Alapítvány „Adni jó!” Szeretetszolgálata[halott link]